# Antigua och Barbudas administrativa indelning
Antigua och Barbuda består av öarna Antigua, Barbuda och Redonda, samt flera mindre öar. Barbuda och Redonda är egna administrativa enheter, medan Antigua är indelat i sex parishes (motsvarar ungefär distrikt och territoriella församlingar i Sverige).

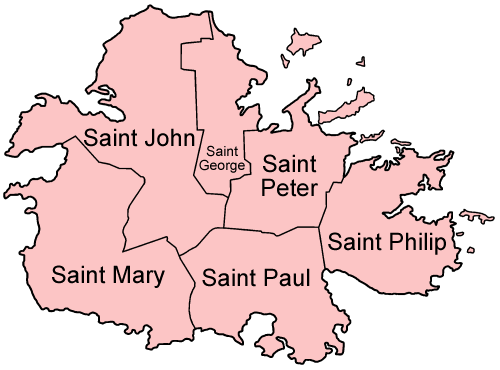
Antiguas indelning i parishes.

| Nr | Parish       | Huvudstad    | Yta (km²) | Invånare (2011) |
| -- | ------------ | ------------ | --------- | --------------- |
| 1  | Saint George | Carlisle     | 24,41     | 7 976           |
| 2  | Saint John   | Saint John's | 66,96     | 51 129          |
| 3  | Saint Mary   | Bolands      | 63,55     | 7 331           |
| 4  | Saint Paul   | Falmouth     | 45,27     | 8 116           |
| 5  | Saint Peter  | Parham       | 32,37     | 5 317           |
| 6  | Saint Philip | Freetown     | 40,67     | 3 322           |
|    | Barbuda      | Codrington   | 160,58    | 1 625           |
|    | Redonda      | -            | 1,50      | -               |